# Partido Whig Auténtico
El Partido Whig Auténtico (en inglés: True Whig Party) o TWP es un partido político de Liberia. Es por mucho la formación política más antigua del país, y el partido político más antiguo de África. Fue fundado en 1869, principalmente por américo-liberianos, y entre 1878 y 1980 dominó de manera absoluta la política liberiana, al punto que, tras la desaparición del Partido Republicano, no existió una fuerza opositora coherente y no hubo un solo cargo ejecutivo o legislativo ocupado por un político no perteneciente al TWP. De este modo, Liberia era un estado de partido único de facto, aunque los partidos opositores nunca fueron ilegalizados de jure.
Durante su largo gobierno, el TWP dirigió una sociedad en la que los américo-liberianos (un 2% de la población total) constituían prácticamente el 100% de la población con derecho a voto. Sin embargo, habitualmente recurrió al fraude electoral y a la represión política. La victoria de Charles D. B. King en 1927 está clasificada en el Libro Guiness por haber roto el récord de la elección más fraudulenta de la historia, habiendo recibido King aproximadamente 243.000 votos, cuando solo había 15.000 votantes registrados.
El partido fue expulsado del poder en el golpe de Estado de 1980, que derrocó al gobierno de William R. Tolbert e instauró el régimen de Samuel Doe. En 1991, sufrió una escisión al fundarse el "Partido Auténtico Whig Nacional de Liberia", que posteriormente se reintegró. El partido se mantuvo existente y volvió a la escena política tras la democratización del país en 2005, con pobres resultados electorales. Desde entonces, aunque no ejerció ningún cargo legislativo o ejecutivo, respaldó la reelección de Ellen Johnson-Sirleaf y ha mantenido tratos con el oficialista Partido de la Unidad.
En las elecciones generales de 2017, no presentó candidatura presidencial pero sí disputó varios escaños legislativos, obteniendo el 0.98% de los votos a nivel nacional y ningún escaño. El mejor resultado lo obtuvo William Wade Wallace, en el Primer Distrito de Maryland, quedando en segundo lugar con el 13% de los votos detrás de P. Mike Jurry, del Partido de la Unidad. En la segunda vuelta de las elecciones presidenciales, respaldó a George Weah, candidato de la Coalición por el Cambio Democrático, que obtuvo la victoria.

## Resultados electorales
|  | 62.25 % |

|  | 96.43 % |

|  | 99.51 % |

|  | 99.99 % |

|  | 100.00 % |

|  | 100.00 % |

|  | 100.00 % |

|  | 100.00 % |